# فاركوهار أوليفر
فاركوهار أوليفر هو سياسي كندي، ولد في 6 مارس 1904 في كندا، وتوفي في 22 يناير 1989 في أوين ساوند في كندا. حزبياً، نشط في الحزب الليبرالي في أونتاريو ‏ وUnited Farmers of Ontario ‏. وقد انتخب عضو برلمان مقاطعة أونتاريو وانتخب زعيم المعارضة ‏ (1 أكتوبر 1963 – 1 سبتمبر 1964).